# Catch-all-Partei
Catch-all-Partei (englisch catch-all party; ungenau als „Allerweltspartei“ oder „Volkspartei“ übersetzt) bezeichnet in der Politikwissenschaft eine strategische und organisatorische Ausrichtung politischer Parteien. Sie ist geprägt von Entideologisierung, Abkehr von einer Wählerschaft auf Klassen- oder Konfessionsbasis (und damit Abwendung von der Strategie der „Milieu-“ oder „Weltanschauungspartei“), Stärkung der Parteispitze und gleichzeitig Rollenentwertung der einzelnen Parteimitglieder (und damit eine Entwicklung weg von der „Massenintegrationspartei“) sowie Streben nach Verbindungen zu Interessenverbänden. Mit möglichst allgemein gehaltenen Programmen sollen Wählerstimmen auch außerhalb einer bestimmten Klientel gewonnen werden.

## Entwicklung der Theorie
Der Begriff und die Theorie wurden von Otto Kirchheimer 1965 in den Fachdiskurs eingeführt. Beispielhaft führte er die Entwicklung der beiden großen Parteien im damaligen Westdeutschland um 1960 an. Als Gründe für die Entwicklung von Catch-all-Parteien wurden von Kirchheimer und den Unterstützern seiner These sozio-ökonomische und sozio-kulturelle Veränderungen – Abschwächung von Klassengegensätzen und anderen gesellschaftlichen Konfliktlinien (Cleavages), Verlust der Bindungen der Wähler an die Volksparteien, Wachstum der Mittelschicht – sowie die zunehmende Verbreitung von Massenmedien, die es den Führungsebenen der Parteien ermöglichten, potenzielle Wähler direkt anzusprechen, ohne die dazwischengeschalteten Gliederungen der klassischen Mitgliederparteien zu aktivieren.
Als Konsequenzen erwartete Kirchheimer eine ideologische Konvergenz der Parteien, den Rückgang des Anteils der Stammwähler und den Anstieg der Wechselwählerschaft, die Beschränkung der Politik auf die Verwaltung des Status quo und eine zunehmende Apathie der Wählerschaft. Die Parteien würden zur Vorbereitung des Wahlkampfes die aktuellen Präferenzen der Wähler durch Umfragen genau erkunden, anstatt sie für bestimmte Ziele zu mobilisieren; sie werden gewählt wie man auch Konsumgüter auswähle. Damit steige die Bedeutung der zentralen strategischen Wahlkampfführung gegenüber der lokalen Mobilisierung der Wählerschaft.

## Beispiele und Konsequenzen
Eine ähnliche Tendenz wurde in den Parteiensystemen weiterer westlicher Industrieländer beobachtet, so z. B. für die Schweiz, wo allerdings die ideologische Annäherung der großen Parteien nicht sehr weit ging, und für Großbritannien (etwa für die Labour Party unter Tony Blair und Gordon Brown). In der Türkei bildete die AKP jedenfalls in ihrer Frühphase ein Beispiel für Catch-all-Parteien. Viele osteuropäische Parteien holen diese Entwicklung seit 1990 nach.
In den USA werden die Catch-all-Parteien auch big tent (großes Zelt) genannt; als Beispiele gelten die Demokratische Partei während des New Deal der 1930er Jahre oder – in geringerem Umfang – die Republikanische Partei der 1980er. In Kanada gilt die Liberale Partei als Catch-all-Partei oder big tent.
Die Abgrenzung der Catch-all-Partei zu einer von Mair und Katz postulierten folgenden Stufe der Parteienentwicklung, der Kartellpartei, die versucht kleine und neue Parteien auszugrenzen und sich damit gegen Wahlniederlagen zu immunisieren, ist umstritten.
Das zunehmende Gewicht soziokultureller Konflikte (z. B. um Abtreibung, Zuwanderung oder ökologische Streitfragen) seit etwa 1979 (nach Franz Walter dem Jahr des Durchbruchs der Grünen) oder 1989/90 wurde zunächst als Ausdruck zunehmender Bedeutung postmaterieller Werte interpretiert; diese wurden in der Folge von den Catch-all-Parteien stärker akzentuiert. Doch zeigte sich nach der Finanzkrise 2008, dass diese Neuorientierung von einem Teil der Mitgliedschaft nicht nachvollzogen wurde, was zu einer Entfremdung der Parteiführungen von der Basis der Volksparteien führte. Das Catch-all-Prinzip der „postideologischen“ Parteien schließt außerdem einen radikalen kulturellen Populismus aus, weil viele Wähler vor extremistischen und kulturalistischen Parolen zurückschrecken.
So scheinen spätestens seit etwa 2010 die Catch-all-Parteien in Europa an Boden zugunsten von Parteien mit schärferem ideologischen Profil zu verlieren, deren einigendes Element Feindbilder (z. B. der Islam oder der Genderismus) oder der Bezug auf die eigenen religiösen Identitäten sind. Da soziokulturelle und moralische Konfliktlinien gegenüber materiellen Interessen zumindest in mittleren und gehobenen Milieus langfristig an Bedeutung gewinnen, driften die individuellen Präferenzen der Wähler auseinander und sind nach Ansicht vieler Experten durch Catch-all-Parteien kaum noch bündelungsfähig. Als Alternative zur klassischen Catch-all-Partei treten neuerdings stark personenbezogene Sammlungsbewegungen auf wie Emmanuel Macrons La République en Marche in Frankreich, die auf die neue „Konfliktachse zwischen global/kosmopolitisch und national/gemeinschaftsorientiert (reagiert), welche derzeit die gewohnten Lagergrenzen sprengt“, indem sie etwa den Schutz von Minderheitenrechten mit der Forderung nach Freihandel verbindet.